# Rhododendron poilanei
Rhododendron poilanei är en ljungväxtart som beskrevs av Paul Louis Amans Dop. Rhododendron poilanei ingår i släktet rododendron, och familjen ljungväxter. Inga underarter finns listade i Catalogue of Life.